# Wettbetrug im Cricket
Unter Wettbetrug im Cricket versteht man das Manipulieren von Cricket-Matches.

## Match Fixing
Unter Match Fixing versteht man einen organisierten und kriminellen Wettbetrug. Spieler nehmen dabei Gelder von Dritten an, um ein Match mit Absicht zu verlieren. Das Ergebnis des Matches ist somit schon vor dem Spielstart bekannt. Die eingeweihten Spieler lassen einfache Catches fallen oder es werden unnötige Run-Outs provoziert.

## Spot Fixing
Eine weitere Möglichkeit ist das Spot Fixing. Damit werden Manipulationen von Ereignissen beschrieben, die das Ergebnis des Spieles nicht beeinflussen. Ein typisches Beispiel im Cricket ist, wenn vor dem Match ein bestimmter Ball für einen No-Ball festgelegt wird. Da man bei vielen Wettanbietern auf jeden einzelnen Ball eines Overs Geld setzen kann, ist dies Form des Wettbetrugs möglich und auch sehr lukrativ. Bei langen Matches fällt ein gebowlter No-Ball nicht auf. Weiterhin ist das Spot-Fixing sehr schwer nachzuweisen, da oftmals nur ein Wurf manipuliert wurde.

## Bekämpfung
Im Jahr 2000 gründete das International Cricket Council die ICC's Anti Corruption Unit (ACU). Diese Abteilung hat die Aufgabe, Cricketspieler und weltweite Matches auf Korruption hin zu überprüfen. Der ICC hat bei einem Nachweis die Möglichkeiten, den betreffenden Spieler zu bestrafen. Dabei kann der Spieler für einen bestimmten Zeitraum aus dem offiziellen Spielbetrieb ausgeschlossen werden, mit hohen Geldstrafen belegt werden, aber auch ein lebenslanges Spielverbot ist möglich.
Neben dem Aufspüren von betrügenden Spielern hat die Anti Corruption Unit auch weitere Aufgaben: Sie bietet ein Lehrprogramm gegen Wettbetrug, um die Spieler für dieses Thema zu sensibilisieren. Jeder Spieler und Umpire auf internationaler Ebene muss an diesem Programm für Korruptionsbekämpfung teilnehmen.

## Beispiele

### Sharjah
In den 1980er und 90er Jahren fanden in Sharjah in den Vereinigten Arabischen Emiraten im dortigen Sharjah Cricket Association Stadium regelmäßig Mehr-Nationen-Turniere statt. Im Jahr 2000 wurde bekannt, dass dortige Spiele mehrmals von lokalen Buchmachern manipuliert wurden und vor allem Spieler der pakistanischen Nationalmannschaft  in den Verdacht gerieten Geld angenommen zu haben. Dies führte dazu, dass Indien seiner Nationalmannschaft im Jahr 2001 untersagte weiterhin Spiele dort auszutragen, womit über mehrere Jahre hinweg kein internationales Cricket mehr dort stattfand.

### Hansie Cronje
Nachdem der südafrikanische Cricketspieler und Test-Kapitän Hansie Cronje einzelne Mitspieler gebeten hatte in Spielen schlechte Leistungen zu zeigen, wurde er 2000 lebenslang gesperrt.

### Tour Pakistans in England 2010
Während der Tour Pakistans in England 2010 wurde bekannt, dass der pakistanische Kapitän Salman Butt und seine Mitspieler Mazher Majeed, Mohammad Asif und Mohammad Amir mit Buchmachern abgesprochene No Balls arrangierten. Die beteiligten Spieler wurden mehrjährig gesperrt und wurden vor Gericht mit Haftstrafen belegt.

### Indian Premier League
In der Indian Premier League 2013 wurden die Spieler Sreesanth, Ajit Chandila, Ankeet Chavan und Amit Singh des Spot-Fixings überführt. Sreesanth und Ankeet Chavan wurden daraufhin lebenslang vom indischen Verband gesperrt. Als Konsequenz wurden die Franchises Rajasthan Royals und Chennai Super Kings 2015 wegen der Beteiligung an Wettgeschäften für zwei Jahre von der Indian Premier League ausgeschlossen.

### Pakistan Super League
In der Saison 2017 wurden sechs
Spieler beschuldigt, für den Ausgang von Matches Geld angenommen so haben und gegen den 
Anti-Korruptionskodex des Pakistan Cricket Board verstoßen zu haben. Sharjeel Khan  und Khalid Latif wurden für jeweils fünf Jahre aus dem internationalen Cricket suspendiert.